# Szabó János (város- és községgazdálkodási miniszter)
Szabó János (Érsekújvár, 1897. december 24. – Budapest, 1986. december 25.) magyar politikus, miniszter.

## Élete
1897. december 24-én, kisiparos családban született. Hat elemit végzett, majd lakatos szakmát tanult, ami után lakatos segédként helyezkedett el a MÁV érsekújvári műhelyében. Az első világháborúban katonai szolgálatot teljesített Galíciában és az olasz fronton. Már 1917-ben belépett a Magyarországi Szociáldemokrata Pártba, 1919-ben pedig, mint a csepeli Vörös Ezred katonája, részt vett a tanácsköztársaság honvédő harcaiban.
A tanácsköztársaság bukása után román fogságba esett, bebörtönözték, de szökését követően újra bekapcsolódott a munkásmozgalomba. 1920-től Csehszlovákiában, szülővárosában a szakmájában dolgozott, alkalmi munkásként, illetve tagja lett a Csehszlovák Kommunista Pártnak is. 1926-ban a Szovjetunióban, ezen belül Kirgizisztánban telepedett le, ahol előbb egy ipari szövetkezet lakatosa volt, 1928-ban párttitkár lett; 1934-ben elnökké választották, 1936-tól pedig 1950 júniusi hazatérésig Kirgizisztán ipari termelőszövetkezeteinek elnöke volt.
Hazatérve előbb a Nehézipari Beruházási Vállalat osztályvezetője, majd a Könnyűipari Minisztérium kisipari főosztályvezetője volt; 1951. január 11-étől a Helyi Ipari Igazgatóságot vezette, 1951. január 27-étől 1952. január 5-éig pedig belügyminiszter-helyettes lett. 1952. január 5-től 1953. július 4-ig a helyi ipar minisztere lett, 1953–1954-ben a könnyűipari miniszter első helyettese, 1954. január 29-től 1956. október 24-ig pedig város- és községgazdálkodási miniszter volt. 1951-től tagja volt az MDP Központi Ellenőrző Bizottságának, 1954. május 30-án pedig a Központi Vezetőség tagjává is megválasztották.